# Tramwaje w Alicante

Sieć linii tramwajowych Tram Alicante.

Tramwaje w Alicante (hiszp. TRAM Metropolitano de Alicante; wal. TRAM Metropolità d’Alacant) – system komunikacji pociągowo-tramwajowej, tworzący metropolitarny środek transportu na terenie miasta i Prowincji Alicante (aglomeracja Alicante oraz pas wzdłuż wybrzeża Costa Blanca), łączący w sobie cechy metra i tramwaju.
System tramwajowy w mieście i prowincji Alicante – w obecnej formie – zaczęto tworzyć w 1999, na bazie istniejącej tu wcześniej kolei wąskotorowej Trenet de la Marina, a pierwszy odcinek z regularną linią otwarto 15 sierpnia 2003. Aktualnie tworzy ją 5 linii w 6 strefach biletowych. W centrum miasta Alicante – gdzie zbiegają się wszystkie linie – tramwaje poruszają się pod ziemią, a przystanki przypominają stacje metra.
W 2008 przewozy osób Tram Metropolitano de Alicante wzrosły o 45% w stosunku do lat ubiegłych. Powodem tak znacznego wzrostu jest przedłużenie linii w centrum miasta oraz elektryfikacja odcinka torów do Benidormu, co wiązało się z zagęszczeniem taktu pociągów. Na odcinku Alicante – Benidorm pociągi kursują co 30 minut, jako tramwaj dwusystemowy.
W ofercie (zwłaszcza dla turystów) przygotowano m.in. bilety pojedyncze: na jeden przejazd (billete sencillo) lub „tam i z powrotem” (billete de ida y vuelta). Dostępne są również karnety na 10-, bądź 30 przejazdów (Bono 10, Bono 30), z których może korzystać więcej niż jedna osoba.

## Galeria

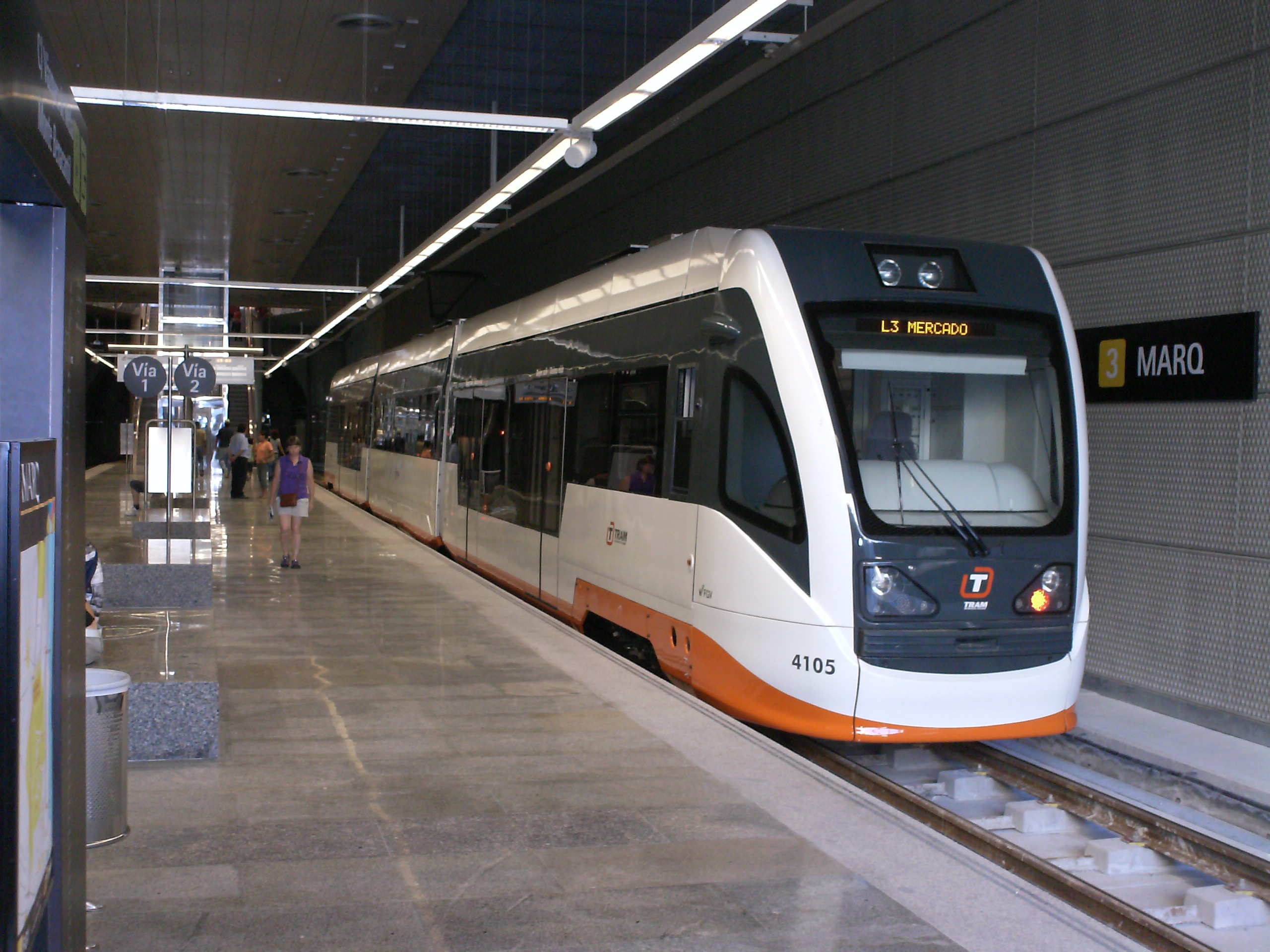
Tren-Tram na przystanku końcowym MARQ.
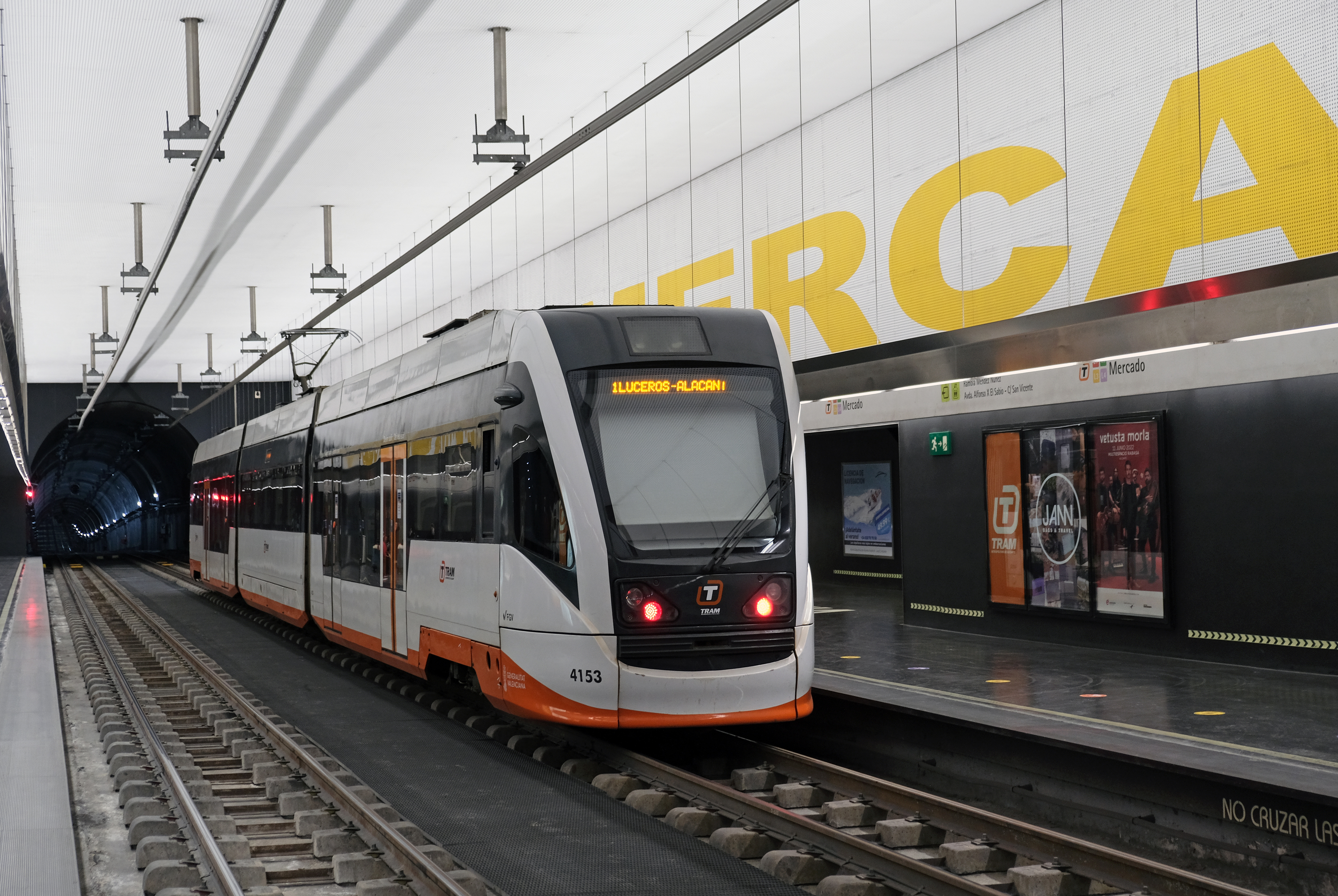
Tramwaj na przystanku końcowym Mercado.
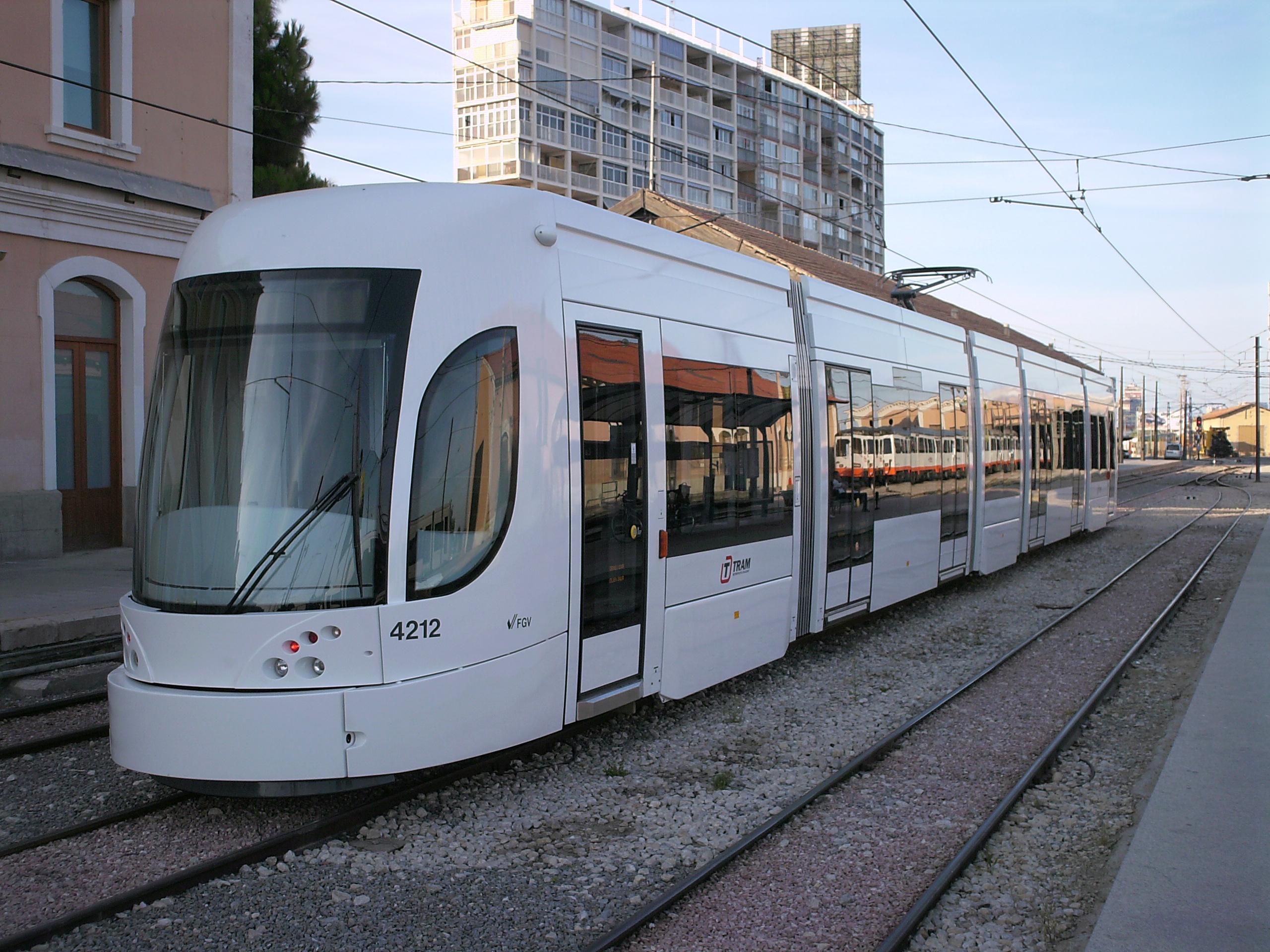
Tramwaj na przystanku końcowym La Marina.